# Fred Åkerström – Ruben Nilson
Fred Åkerström – Ruben Nilson är ett livealbum och DVD med vissångaren Fred Åkerström. Albumet och DVD:n gavs ut 2012 på det Vaxholm-baserade skivbolaget Vax Records. På liveinspelningen tolkar Åkerström visor av Ruben Nilson.
Livealbumet spelades in på Mosebacke i Stockholm den  27 september 1983 och hade titeln Fred Åkerström sjunger Ruben Nilson. En livekonsert från Mosebacke. På inspelningen medverkade Åkerström på gitarr och sång och ackompanjerades av Hans Muthas på dragspel och Göran Pettersson på bas. DVD-filmen utgörs av Karsten Wedels dokumentärfilm Ruben Nilson, visdiktaren - målaren - plåtslagaren från 1984.

## Innehåll
Där inget annat anges är text och musik av Ruben Nilson.
1. "Gesällvisa"
2. "Den odödliga hästen"
3. "Adam och Eva"
4. "Trubaduren" (Gunnar Turesson, Nilson)
5. "Den okända soldaten"
6. "Balladen om Eken"
7. "Till bröderna i Klara"
8. "Gårdsmusikanter"
9. "Ficktjuvens visa"
10. "Rallarvisa"
11. "Åkare Lundgrens begravning"
12. "Nödhamn"
13. "Förstadsromantik"

## Mottagande
I musiktidskriften Lira skrev recensenten att denne till en början fann liveinspelningen "ointressant bitvis, trots Åkerströms oefterhärmliga stämma". Recensenten menade dock att DVD-dokumentären gjorde att denne såg "Fred Åkerströms tolkningar ur ny synvinkel och börjar gilla och blir nyfiken på Ruben Nilssons verk". Recensenten ansåg dock att Åkerström i sina tolkningar "ibland spelar över, tar i för mycket".
Tidningen Arbetet publicerade kallade Åkerströms liveinspelning för "uttrycksfull" och konstaterade att "någon av dagens unga män och kvinnor med akustisk gitarr borde sjunga ”Den okände soldaten”".
Kulturdelen lovordade skivan och menade att "publiksituationen inbjuder förstås till att Åkerström tar ut svängarna på ett annat sätt" än vad denne gjorde på sina studioinspelningar av Nilson. Recensenten ansåg att albumet inbjuder till "upprepade lyssningar" och menade att han sällan hört låten ”Förstadsromantik” så "kärleksfullt tolkad". Recensenten berömde även den tillhörande dokumentärfilmen som han kallade "traditionell" och "välgjord".